# Lac Montauban (Portneuf)
Pour l’article homonyme, voir Montauban (homonymie).
Le lac Montauban se situe dans la municipalité de Saint-Alban, dans la MRC de Portneuf, dans la région administrative de la Capitale-Nationale, dans la province de Québec, Canada.
La zone autour du lac Montauban est desservie du côté est par le chemin Antoine-François-Germain et le chemin du Gouverneur-Duquesne. Des routes forestières secondaires desservent les autres parties. La foresterie constitue la principale activité économique du secteur ; les activités récréotouristiques, en second.
La surface du lac Montauban est habituellement gelée du début de décembre à la fin mars, toutefois la circulation sécuritaire sur la glace se fait généralement de la mi-décembre à la mi-mars.

## Géographie
D'une longueur de 6,3 km et d'une largeur maximale de 1,1 km, le lac Montauban (Portneuf) est fait tout en longueur dans l'axe nord-sud. Ce lac est situé entièrement en milieu forestier. L'extrémité nord du lac est située dans la partie sud-est de la municipalité de Rivière-à-Pierre, tandis que la majeure partie du lac est située dans les rangs G (traversant 12 lots) et F (traversant 5 lots), situés au nord de Saint-Alban. Ainsi, le lac Montauban est situé au nord-est de Saint-Ubalde. La forme du lac contourne le coin Est de la municipalité de Notre-Dame-de-Montauban. La partie nord du lac se prolonge par un détroit qui mène à trois petits lacs dont le lac Nicolas et le « petit lac Nicolas ».
Comportant 70 km2, le parc naturel régional de Portneuf englobe les lacs Long, Montauban, Carillon, Sept Îles, en Cœur, « À l'Anguille » et quelques autres plans d'eau plus secondaires. Ce parc est populaire pour les activités récréo-touristiques : pistes de randonnées, rampe de mise-à-l'eau... À l'embouchure du lac Long, un barrage de 20 mètres de long, offre une hauteur de retenue de 3,2 m et une capacité de retenue de 25,8 millions de mètres cubes d'eau. Ce barrage qui avait été érigé en bois dans les années 1960 a été reconstruit en béton en 2011.
Le lac Carillon est situé à l'ouest de l'extrémité sud du lac Montauban, tandis que le lac Nadeau est situé au sud, près du « lac long ». Le lac Montauban se décharge dans le « lac Long » situé au sud-est. Ce dernier se décharge par le sud dans la rivière Noire, laquelle traverse la plaine du Saint-Laurent de façon serpentine, jusqu'au village de Saint-Casimir où elle se déverse dans la rivière Sainte-Anne.

## Toponymie
Le toponyme lac Montauban a été inscrit le 5 décembre 1968 à la Banque des noms de lieux de la Commission de toponymie du Québec.